# Maria Reinhard

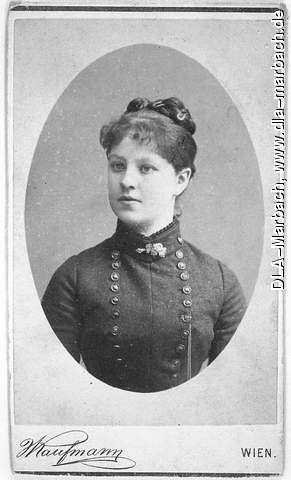
Maria Reinhard etwa 1895

Maria Theresia Reinhard (* 13. März 1871 in Wien; † 18. März 1899 ebenda) (auch Marie Reinhard, Rufname ,Mizi‘) war eine österreichische Gesangslehrerin und Schauspielerin. Von 1894 bis zu ihrem Tod war sie in einer Beziehung mit Arthur Schnitzler, der Elemente dieser Beziehung in seinen literarischen Werken verarbeitete.

## Leben
Maria Reinhard wurde als drittes von vier Kindern des Beamten Karl Reinhard und seiner Frau Therese Riss, Tochter des Neulerchenfelder Viehhändlers Johann Riss, geboren. Der Vater wechselte 1874 aus dem Staatsdienst in die private Wirtschaft und stieg über die Position des Prokuristen der Neuberg-Mariazeller Gewerkschaft zum Stellvertretenden Generalsekretär der Österreichischen Alpinen Montangesellschaft auf. Die Familie übersiedelte aus der Wiener Vorstadt in die Innere Stadt um und schließlich in die Nachbarschaft von Hofburg und Oper. Aus Maria Reinhards Kindheit und Jugend und insbesondere über die Schulbildung ist wenig bekannt. Sie war in der Lage, englische und französische Bücher zu lesen, und erwähnt unter ihrer Lektüre feministische Literatur. Eine Verlobung mit siebzehn oder achtzehn Jahren wird nach drei Jahren gelöst. In Folge verfiel sie in Depressionen und für längere Zeit in einer psychiatrischen Anstalt untergebracht. 1896 dürfte sie eine Schauspielausbildung begonnen haben, um sich ihren Lebensunterhalt selbst verdienen zu können. Nach dem Eintrag in den Sterbematriken der Augustinerpfarre starb sie am 18. März 1899 in Wien an einer Bauchfellentzündung und wurde am 20. März auf dem Zentralfriedhof beigesetzt. Am 25. Juli 2014 erklärte die Stadt Wien das Grab (Gruppe 71 B Reihe 20, Nr. 68) zum Historischen Grab und zur Stätte der Erinnerung und übernahm seine Pflege auf Friedhofsdauer.

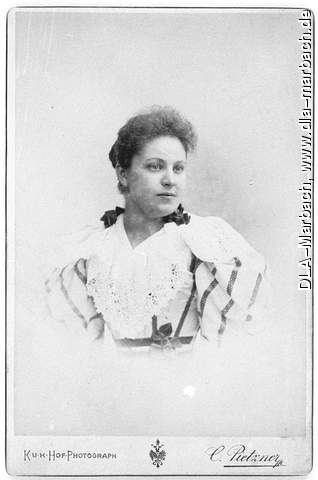
Maria Reinhard um 1898

## Beziehung zu Arthur Schnitzler
Im Juli 1894 konsultierte sie Schnitzler wegen Problemen mit ihrer Stimme woraus sich eine Liebesbeziehung entwickelte. Während sie von einer Heirat ausgegangen sein dürfte, lässt sich bei Schnitzler keine diesbezügliche Absicht nachweisen. Auch eine Schwangerschaft im Frühjahr 1897 änderte nichts daran. Das Kind kam am 24. September als Totgeburt in Mauer bei Wien auf die Welt. Geburtshelfer war Schnitzlers Vetter Ludwig Mandl. Im Januar 1899 kam es zu einer neuerlichen Schwangerschaft. Eine Heirat kam für Schnitzler weiterhin nicht infrage. Im März 1899 starb sie, wie Schnitzler am 25. Mai 1903 gegenüber Marias Reinhards Schwester, Karoline Burger, behauptete, an einer durch keine Anzeichen vorhersehbaren Blinddarmentzündung.  Schnitzler übernahm die Beerdigungskosten. Die Tagebucheinträge setzte er für einige Wochen aus und er blieb in Kontakt mit der Familie Reinhard. 

### Theorien
2014 veröffentlichte Rolf-Peter Lacher in seiner ersten Veröffentlichung zu Schnitzler eine Studie über dessen Liebesbeziehungen. Darin wertete er Archivdokumente im Nachlass Schnitzlers im Deutschen Literaturarchiv Marbach und historische Dokumente aus. Er kam zu der Schlussfolgerung, Reinhard sei an einer illegal durchgeführten Abtreibung gestorben. Julius Schnitzler war in Wien führend in der Behandlung der Appendicitis, insbesondere in der Technik der Appendektomie, die er an Wiener Kliniken durchführte. Lacher kommt zum Schluss, dass Maria Reinhard nicht an einer Appendicitis gelitten hatte. Julius Schnitzler und der Gynäkologe Ludwig Mandl suchten zwar Maria Reinhard einmal während ihrer Krankheit auf, aber sie verzichteten darauf, sie in eine Klinik einzuweisen. Von der akademischen Schnitzlerforschung blieb das Buch bislang unberücksichtigt oder wurde abschlägig beurteilt. Von „fachfremden“ Rezensenten erhielt es hingegen wertschätzende Rezensionen. Gegen die Theorie der Abtreibung spricht nicht zuletzt, dass Schnitzler mehrfach in seinem Tagebuch festhält, gerne Vater werden zu wollen und ihn der Tod des ersten Kindes mit Reinhard tief berührte.

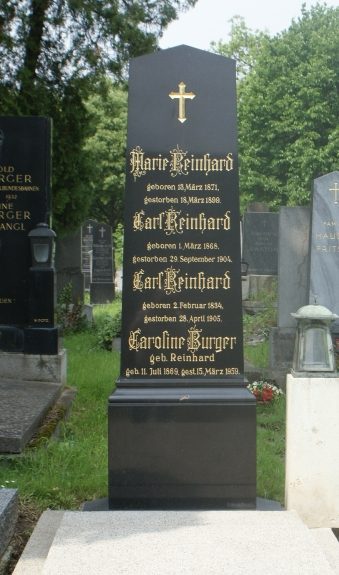
Maria Reinhards Grab

### Von Arthur Schnitzler
- Arthur Schnitzler:  Arthur Schnitzler an Marie Reinhard (1896), Modern Austrian Literature, Bd. 10, Nr. 3/4, S. 23–68, 1977.

- Arthur Schnitzler: Briefe 1875–1912. Hrsg. von Therese Nickl und Heinrich Schnitzler, Frankfurt a. M. 1981.
- Arthur Schnitzler' Tagebuch 1879–1931. unter Mitwirkung von Peter Michael Braunwarth, Susanne Pertlik, Konstanze Fliedl und Reinhard Urbach, hrsg. v. Werner Welzig, Wien 1987–2000.
- Arthur Schnitzler: Jugend in Wien. Hrsg. von Therese Nickl und Heinrich Schnitzler. Vorwort von Friedrich Torberg. Molden, Wien/München/Zürich 1968.
- Arthur Schnitzler: Das Traumtagebuch 1875–1931. Hrsg. v. Peter Michael Braunwarth und Leo A. Lensing, Göttingen 2012.

Julius Schnitzler: Über Appendizitis, in: Centralblatt der gesamten Therapie, 1897, Bd. 4, S. 1–100

### Über Maria Reinhard
- Rolf-Peter Lacher: Der Mensch ist eine Bestie: Anna Heeger, Maria Chlum, Maria Reinhard und Arthur Schnitzler. Königshausen & Neumann, Würzburg 2014.
- Rolf-Peter Lacher, "Sterben lassen ist manchmal auch morden." Maria Reinhard und Arthur Schnitzler, Verlag auf der Vorstadt, 2020.